# Les Chemins de la liberté (roman)
Pour les articles homonymes, voir Les Chemins de la liberté.
Les Chemins de la liberté est un roman en trois volumes de Jean-Paul Sartre, dont les deux premiers sont parus en 1945 :
1. L’Âge de raison ;
2. Le Sursis ;
3. La Mort dans l'âme (paru en 1949).

Un 4e volume devait suivre, La Dernière Chance, mais il est demeuré inachevé. Les Chemins de la liberté constitue la dernière œuvre romanesque de Sartre.
Les Chemins de la liberté présente des personnages torturés par leurs choix, leurs principes et leur exigence et soif d’indépendance exhaustive. L'œuvre déploie un registre épidictique dominant. Cette quête de liberté — ou son refus — conditionne toute l'existence de ceux pour qui elle est un principe de vie assumé et clamé (Mathieu dans L’Âge de raison) à un droit bafoué (Milan dans Le Sursis) ou pour ceux qu’elle embarrasse à l’heure de prendre des décisions fondamentales (Ivich, Daniel, etc.).

## Contenu

### Premier tome(L’Âge de raison)
Mathieu est professeur de philosophie. Son amie, Marcelle, est enceinte : un accident. Chacun s’active à trouver des solutions pour un avortement à un prix raisonnable et dans de relatives bonnes conditions. Sarah, qui a de l’expérience, se propose comme intermédiaire. En fait, en plus des raisons théoriques qui portent Mathieu à refuser l’engagement du mariage, il est lassé de Marcelle ; en outre, il est attiré par Ivich, la sœur de l’un de ses anciens élèves, Boris. Après maintes tergiversations, Mathieu finit par voler de l’argent à Lola, la maîtresse de Boris. Daniel, un ami homosexuel de Marcelle comprenant qu’elle a envie de garder l’enfant, se propose de l’épouser. Mathieu se prend à les envier. Eux, au moins, se sont engagés, ont décidé d’un acte devant lequel ils ne peuvent reculer. Lui, « il n’avait jamais pu se prendre complètement à un amour, à un plaisir, il n’avait jamais été vraiment malheureux : il lui semblait toujours qu’il était ailleurs, qu’il n’était pas encore né tout à fait. » Il a « l’âge de raison », et pourtant, il se sent incapable de « commettre » un acte : « Moi, tout ce que je fais, je le fais pour rien ; on dirait qu’on me vole les suites de mes actes ; tout se passe comme si je pouvais toujours reprendre mes coups. Je ne sais pas ce que je donnerais pour faire un acte irrémédiable. »

### Deuxième tome (Le Sursis)
Ce roman raconte l'histoire de divers personnages durant une semaine, du 23 au 30 septembre 1938, menacée par l'approche de la guerre. Le roman met en scène plusieurs lignes d'action : A Marseille, Gros Louis, berger rencontre un Noir ; à Bonn, Chamberlain vient à l'hôtel Dreesen pour parler des mémorandums avec Hitler ; à Paris, Maurice et Zézette rentrent chez eux après une balade sur le boulevard Royal ; à Juan-les-Pins, après avoir parlé avec Odette, Mathieu réfléchit sur la guerre devant la mer et rentre dans la villa de Jacques, son frère et le mari d'Odette ; à Berk, Charles, invalide, vient de savoir qu'il sera transporté à quelque endroit à cause de la guerre qui approche, et demande à son infirmière de le masturber, laquelle accepte. Dans la campagne française, Marcelle et Daniel se baladent paisiblement mais Daniel désire la guerre ; à Paris, Brunet, communiste, croit voir s'effondrer le boulevard Royal devant lui ; à Marrakech, Pierre fait une visite touristique avec Maud, qui le dédaigne à cause de sa crainte de la guerre ; dans la région des Sudètes en Tchécoslovaquie, Milan, professeur dont la maison est attaquée par des habitants allemands, met à plein volume la radio dans laquelle le gouvernement tchécoslovaque proclame la mobilisation totale. C'est un roman de la simultanéité puisque la simultanéité n'existe pas en tant que telle et ne peut naître que dans l'esprit du récepteur qui, de la sorte, participe à la production de sens. Cette simultanéité caractérise le roman, par exemple à la fin du premier chapitre Maurice est sur le point de déchausser son pied gonflé tandis qu'Odette est sur le point d'être libérée du bruit énervant que Jacques fait en buvant son potage. Dans ce roman, la technique du montage est utilisée de façon très marquante.

### Troisième tome (La Mort dans l'âme)
« Ce troisième roman des Chemins de la liberté met en scène la chute de la France en 1940, et les angoisses d'un groupe de Français dont l'apathie de la pré-guerre cède la place à une prise de conscience de la dignité individuelle et à l'importance de la résistance - à l'occupation allemande mais aussi à la destinée en général - et à la nécessité d'une solidarité avec les opprimés. » (Random House)